# Exorista irrorata
Exorista irrorata är en tvåvingeart som först beskrevs av Robineau-desvoidy 1863.  Exorista irrorata ingår i släktet Exorista och familjen parasitflugor.
Artens utbredningsområde är Frankrike. Inga underarter finns listade i Catalogue of Life.